# Ходыки (Смоленская область)
Ходыки — деревня в Смоленском районе Смоленской области России. Входит в состав Лоинского сельского поселения. Население — 6 жителей (2007 год). 
Расположена в западной части области в 43 км к северо-западу от Смоленска, в 14 км юго-западнее автодороги Р133 Смоленск — Невель, на берегу реки Клёц. В 11 км южнее деревни расположена железнодорожная станция Голынки на линии Смоленск — Витебск. 

## История
В годы Великой Отечественной войны деревня была оккупирована гитлеровскими войсками в июле 1941 года, освобождена в сентябре 1943 года. 